# White Bear
"White Bear" é o segundo episódio da segunda temporada da série de antologia e ficção científica britânica Black Mirror. O episódio apresenta uma trama autônoma que gira em torno de uma mulher (Lenora Crichlow) que não se lembra de quem ela é ao acordar em um lugar onde quase todo mundo é controlado por um misterioso sinal de televisão. Junto com uma das poucas mulheres que não foram afetadas (Tuppence Middleton), elas devem parar o transmissor "White Bear" enquanto algumas pessoas tentam matá-las.
O episódio foi escrito por Charlie Brooker, o próprio criador da série, e exibido pela primeira vez no Channel 4 em 18 de fevereiro de 2013, onde foi visto por 1,2 milhão de espectadores. Inicialmente, Brooker escreveu uma história apocalíptica, mas quando eles estavam prestes a filmar o script em uma antiga base da Força Aérea dos EUA, ele mudou de ideia devido a uma cerca que viu no local. Ele reescreveu o texto em dois dias, e removeu alguns detalhes que poderiam ser úteis para uma história seguinte. A principal mudança foi feita em seu fim: Um plot twist foi adicionado na trama - e isto foi destacado como o aspecto mais impressionante do episódio pela maioria das análises.

## Enredo
Uma mulher (Lenora Crichlow) acorda em uma casa e descobre que está com amnésia. Ela se vê cercada por imagens de uma menina pequena (Imani Jackman) — que ela assume como sua filha —, bem como fotos de si mesma e um homem (Nick Ofield). A mulher sai da casa e vê várias pessoas gravando-a em seus telefones, mas ignorando seus pedidos de ajuda. Um homem mascarado chega e começa a atirar nela com uma espingarda. Ela foge e encontra Jem (Tuppence Middleton) e Damien (Ian Bonar). Jem e a mulher escapam do homem mascarado, que mata Damien. Jem explica que um sinal misterioso começou a aparecer nas televisões e na internet, transformando a maioria da população em espectadores passivos que não fazem nada além de gravar tudo ao seu redor. A mulher e Jem não foram afetadas, mas também são um alvo para os "caçadores", seres humanos também não afetados mas que agem sadisticamente. Jem planeja ir até um transmissor chamado "White Bear" para destruí-lo e parar o efeito do sinal na área.
Enquanto viajam, um homem chamado Baxter (Michael Smiley), que também não foi afetado, consegue capturá-las. No entanto, ele as conduz até uma floresta onde as mantém sob a mira de uma arma. Quando a mulher está prestes a ser torturada por ele, Jem mata Baxter. Eles continuam viajando para o transmissor, enquanto a mulher tem visões de eventos passados e futuros. Quando chegam ao transmissor, dois caçadores as atacam. A mulher luta com um dos caçadores que está armado com uma espingarda  e, imediatamente após conseguir posse da arma, atira em seu atacante, só que a munição era apenas confete.
As paredes se abrem e revelam uma audiência aplaudindo depois de observar toda a fuga; Jem, Damien, e os caçadores são revelados como sendo atores. A mulher está amarrada a uma cadeira, e Baxter aparece para explicar tudo: seu nome é Victoria Skillane, e a menina na foto era realmente uma menina de seis anos chamada Jemima Sykes, a quem Victoria e seu noivo, Iain Rannoch, sequestraram a poucos quilômetros de sua casa. Iain torturou e matou a menina e depois queimou seu corpo, enquanto Victoria gravou suas ações em seu telefone celular. O "White Bear", originalmente o ursinho da vítima, tornou-se um símbolo da investigação nacional do assassinato, enquanto o símbolo presente nas televisões era idêntico à tatuagem que identificou Iain, que se suicidou em sua cela antes do julgamento. Insistindo que estava "sob o feitiço de Iain", Victoria foi sentenciada a sofrer uma experiência em que sentiria os mesmos sentimentos de terror e desamparo que fez a vítima, repetidamente todos os dias.
Victoria, que ainda não tem uma lembrança clara desses acontecimentos, é levada de volta para o complexo, passando por uma multidão que a ataca arremessando pedras e alimentos (sob encorajamento da equipe) e retorna para onde ela acordou. Victoria é colocada de frente para uma televisão e assiste as imagens de Jemima, enquanto Baxter coloca eletrodos em sua cabeça para limpar sua memória dos eventos que aconteceram no dia. Ao longo dos créditos finais, os eventos de um novo dia são vistos do ponto de vista do pessoal do "White Bear Justice Park" e os visitantes que desempenham o papel de filmar Victoria.

## Produção
Brooker originalmente imaginou o episódio como "uma franca história de apocalipse [zumbi]", mas apresentava a mesma mulher — a diferença é que ela seria jornalista — e o mesmo sinal afetando as pessoas de todo o mundo. O episódio seria concluído por uma crucificação pública, embora Brooker não esclareça se é o personagem principal que seria crucificado. O plot twist do final não estava no roteiro original, e foi somente quando eles estavam procurando por locais em uma antiga base da Força Aérea dos EUA, onde ele viu um cercado, que ele veio com a ideia em mente. Ele declarou: "Eu vi a moradia, um posto de gasolina, e eu vi esta cerca que dava para fora do lugar. Eu estava tipo, 'Isso é interessante, há uma cerca, uma cerca, uma cerca!' E o plot twist de repente me veio em mente." Brooker, em seguida, reescreveu seu script em dois dias "como uma espécie de sonho febril." Além disso, ele revelou que nunca tinha mudado um script tão tarde na produção antes.